# サリー郡 (ノースカロライナ州)
サリー郡（英: Surry County）は、アメリカ合衆国ノースカロライナ州の北西部に位置する郡である。2010年国勢調査での人口は73,673人であり、2000年の71,219人から3.4%増加した。郡庁所在地はドブソン町（人口1,586人）であり、同郡で人口最大の都市はマウントエアリー市（人口10,388人）である。

## 歴史
サリー郡は1771年にローワン郡から分離して設立された。郡名は1765年から1771年までノースカロライナ植民地総督を務めたウィリアム・トライアンの生誕地、イングランドのサリー（Surrey）から採られた。
1777年、サリー郡とワシントン地区（現在のテネシー州ワシントン郡）の一部を合わせてウィルクス郡が設立された。最初の恒久的郡庁舎は1779年にリッチモンドに建てられた。そこは現在フォーサイス郡ドナハ近くのオールドリッチモンド郡区となっている。1789年にサリー郡東部がストークス郡となり、リッチモンドはどちらの郡にとっても使いにくいものとなった。1790年、郡庁所在地はロックフォードに移され、半世紀以上はそのままだった。1850年、残っていた郡域のヤドキン川より南側がヤドキン郡となった。1853年にドブソンの町が設立され、新しい郡庁所在地になった。

## 郡政府
サリー郡は地域自治体の委員会であるノースウェスト・ピードモント自治体委員会のメンバーである。

## 地理
アメリカ合衆国国勢調査局に拠れば、郡域全面積は538平方マイル (1,393 km2)であり、このうち陸地537平方マイル (1,391 km2)、水域は1平方マイル (2.6 km2)で水域率は0.24%である。
郡全体がピードモント・トライアド大都市圏にあると見なされている。サリー郡はヤドキン・バレー・ワイン生産地域に含まれている。ここで栽培されるブドウから生産されるワインは、そのラベルにヤドキン・バレーの呼称を使用できる。

### 郡区
サリー郡は15の郡区に分割されている。
- ブライアン
- ドブソン
- エルドラ
- エルキン
- フランクリン
- ロングヒル
- マーシュ
- マウントエアリー
- パイロット
- ロックフォード
- ショールズ
- サイローム
- サウスウェストフィールド
- スチュワーツクリーク
- ウェストフィールド

### 交通

#### 空港
商業航空便はグリーンズボロのピードモント・トライアド国際空港、およびシャーロットのシャーロット・ダグラス国際空港から利用できる。さらに郡内には下記の小型機用の小さな公営飛行場が2つある。
- エルキン市民空港
- マウントエアリー・サリー郡空港

### 山

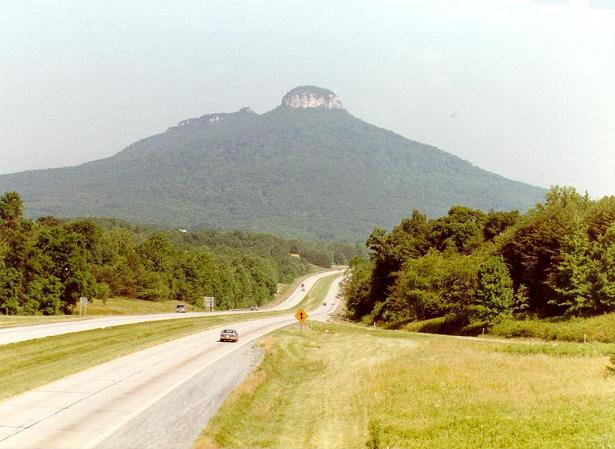
パイロット山

## 都市と町

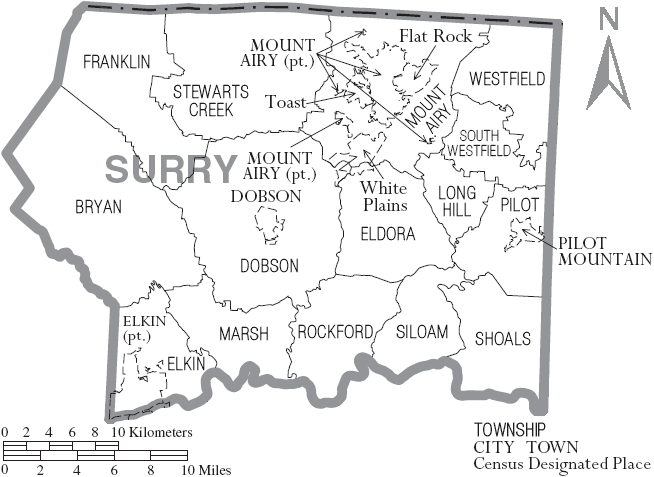
サリー郡の自治体と郡区